# Krzysztof Żurek (wspinacz)
Krzysztof Żurek (ur. 4 stycznia 1944) – polski taternik i alpinista, do lat 1980. mieszkający w Zakopanem, a obecnie w zachodniej Kanadzie. Wspinał się w Tatrach, Alpach, Kaukazie, Hindukuszu i Himalajach.

## Niektóre osiągnięcia wspinaczkowe i alpinistyczne

### Tatry
- 1975, czerwiec – samotne, rekordowo szybkie letnie przejście całej grani głównej Tatr (3 dni),
- 1978, styczeń – rekordowo szybkie zimowe przejście całej grani Tatr (10 dni), razem z Piotrem Malinowskim i Józefem Olszewskim.

### Góry najwyższe
- 1976 – Kohe Hawar, 6183 m (Hindukusz), I wejście południową ścianą, nowa droga (25–27 czerwca, partnerzy Walenty Fiut, Andrzej Osika, Zbigniew Młynarczyk),
- 1976 – Kohe Keshnikhan, 6755 m (Hindukusz), I wejście północną ścianą, nowa droga (4–6 lipca, partnerzy Walenty Fiut i Ryszard Szafirski),
- 1978 – Changabang, 6864 m (Himalaje Garhwalu, Indie), nowa droga południowym filarem, partnerzy Wojciech Kurtyka, Alex MacIntyre, John Porter (na szczycie stanęli 27 września 1978 po 8 dniach akcji non-stop). Droga ta miała rekordowe trudności techniczne, a jej pokonanie i styl przypieczętowało udział Polaków w wielkich przejściach ścianowych w Himalajach.
- 1980, styczeń-luty – uczestnictwo w zimowej wyprawie na Mount Everest